# Liebesgrüße aus Moskau (Computerspiel)
Liebesgrüße aus Moskau (englischer Titel: From Russia with Love) ist eine Videospielumsetzung des gleichnamigen James-Bond-Films aus dem Jahr 1963, die im November 2005 veröffentlicht wurde. Für die Handlung des Spiels war der Drehbuchautor Bruce Feirstein verantwortlich.

## Handlung
Die Handlung des Spieles orientiert sich grob an der Filmvorlage. Der Beginn des Spiels (Botschaftsüberfall durch Octopus) ist im Film nicht vorhanden. Unterschiede in den weiteren Leveln gibt es nur bedingt in der Art, wie Bond in die Botschaft eindringt, den Spectre-Helikopter bereits in der Botschaft ausschalten muss und Grant an einem Bahnhof stellt, der mit einer AK-47 bewaffnet ist. Zusätzlich wurde Grant eine Helferin zur Seite gestellt, die es im Film nicht gab. Sie wird von Maria Menounos dargestellt.

## Missionen
London, Westminster Abbey, Botschaftsempfang
Bond muss die Tochter des Botschafters (verkörpert durch Sängerin Natasha Bedingfield) vor den OCTOPUS-Schergen retten. Am Ende des Levels kommt der erst durch Feuerball bekannte Raketenrucksack zum Einsatz.
Abteilung Q
Bond muss sich nun im Übungsarsenal der Q-Labors mit neuen Waffen vertraut machen. Es werden hier dem Spieler die Fertigkeiten der Spielerfigur vermittelt.
Labyrinth (Marienbad-Szene)
Als Bond Doppelgänger (wie in der Pre-Title-Sequenz des Films) müssen sie durch das Heckenlabyrinth schleichen und die Wachen ausschalten. Grant verfolgt und tötet am Schluss den falschen James Bond.
Istanbul 1
Bond bekommt bereits hier den Aston Martin von Kerim Bey überreicht (den er erst im Nachfolgefilm Goldfinger erhält) und muss seine Fahrkünste beweisen. Finden sie Station T.
Station T
Die türkische Geheimdienstabteilung wurde von Russen mit Bomben präpariert. Bond muss das Personal befreien und die Bomben entschärfen.
Istanbul 2
Bond muss verkleidet als russischer Soldat zum Bootsanleger gelangen. Vorher muss er die Kleidung per Wagen finden.
Untergrund (Zisterne)
Bond und Kerim fahren mit dem Boot unter das russische Konsulat. Auf dem Weg muss 007 mit dem Maschinengewehr die patrouillierenden Soldaten ausschalten.
Zigeunerlager
007 muss den Angriff der Bulgaren abwehren, Geiseln befreien und dem Giftgas mittels aufgesammelter ABC-Masken entgehen.
Sniper Alley
Auf einem Dach beschützt Bond Kerim mit dem Scharfschützengewehr, der den Bulgaren Krilencu aus seinem Versteck treiben soll. Das Finale bildet der Schuss wie im Film.
Konsulat
Nun muss die Lektor mit Hilfe von Tanja aus dem russischen Konsulat gestohlen werden.
Istanbul 3
Mit dem Aston Martin muss Bond mit Tanja unversehrt zum Bahnhof kommen.
Zug
Hier kommt es zum Duell zwischen Bond und Grant. Anders als im Film muss Bond ihn an einem Bahnhof mittels Waffengewalt ausschalten. Seine Gehilfin entkommt jedoch mit der Lektor.
Fabrik
In einer OCTOPUS Fabrik muss Bond Grants Gehilfin die Lektor, in der er ihr gefolgt ist, wieder abjagen.
Grenze
Mit dem Aston Martin muss Bond zum Boot gelangen, das ihn und Tanja aus Jugoslawien bringen soll.
Bonus Level
- OCTOPUS Basis
- Flughafen

Des Weiteren zwei Bonuslevel, die nur durch Punkte freigeschaltet werden können.

## Multiplayer
Das Spiel verfügt über einen Mehrspieler-Modus, in dem auch die Schurkenfiguren als Spieler gewählt werden können. Als Matchtypen stehen klassisch (jeder gegen jeden), Sabotage (eine Bombe muss beim Gegner platziert werden) und Luftkampf (wie klassisch, aber mit Raketenrucksack) zur Auswahl.

## Besonderheiten
- In diesem Spiel wurden neben Sean Connery auch Daniela Bianchi, Pedro Armendáriz, Robert Shaw, Fred Haggerty, Lotte Lenya, Vladek Sheybal, Desmond Llewelyn und Bernard Lee als 3D Figuren umgesetzt.
- Da es Schwierigkeiten mit der Nutzung des Namens der Verbrecherorganisation Spectre gab, wurde diese in Octopus in Anlehnung des Ringes von Blofeld und seinen Helfern benannt.
- Sean Connery sprach in der Originalversion sein 3D-Ego selbst. In der deutschen Version ist Engelbert von Nordhausen zu hören, da Gert Günther Hoffmann, Connerys Sprecher aus dem Film, bereits 1997 verstorben war. Nordhausen hatte bereits für die DVD Sag niemals nie fehlende Connery Dialoge nachsynchronisiert.

## Technik
Das Spiel wird aus der 3rd Person Perspektive gespielt. Es wurde eine verbesserte Engine aus dem Vorgängerspiel 007: Alles oder Nichts dabei genutzt. Es besteht aus Lauf- und Fahrszenen. Das Spiel war in seiner Detailtreue zum Film sehr nah. Die Figur hat eine Lebenslinie, die sich durch gegnerische Schläge und Waffeneinwirkung reduziert. Zusätzlich können verschieden große Körperschutzwesten eingesammelt werden, die den Lebensbalken hindern, bei Treffern zu sinken. Allerdings sinkt aber die Panzerung und muss neu gesucht werden.

### Ausrüstung
- Laser-Uhr
- Q-Copter (ferngelenkter Modellhelikopter)
- Aktentaschen Geschütz
- Schallmanschettenknöpfe
- Q-Körperschutz
- Wolfram PP7 (Walther PPK)
- Kronen SMG (Carl Gustaf M/45)
- Sturmgewehr (AK-47)
- Scharfschützengewehr (M1 Carbine)
- Bosch Shotgun (Mossberg 500)
- Wright Magnum (Smith & Wesson Modell 19)
- Bazooka

Die Ausrüstungsgegenstände können auch aufgerüstet werden.

## Rezeption
Das 60er Jahre Flair werde herrlich aufgefangen und mit modernem Gameplay bereichert. Die Grafik sei nicht durchgängig sehenswert. Das Spiel sei brachial inszeniert und spiele sich dabei rund. Es handele sich um ein geradliniges Action-Spiel. Die Präsentation des Spiels sei
sehr stilvoll. Die Sequenzen mit Fahrzeugen erinnern an Mafia. Die Zwischenszenen seien sehenswert, Soundtrack sowie die deutsche Synchronisation seien ebenfalls tadellos. Der Schwierigkeitsgrad sei sehr niedrig, ebenso die Spielzeit. Der Mehrspielermodus bleibe sehr minimalistisch.